# カリ (インド神話)
カリ（サンスクリット: कलि kali）は、インドの神話に登場する悪鬼で、不運や不和が人格化したもの。

## 概要
本来カリはヴェーダ時代のダイスゲームのサイコロの目の一種を意味した。1の目をカリ、2をドヴァーパラ、3をトレーター、4をクリタと呼び、数字が多くなるほどよい目であった。『リグ・ヴェーダ』の時代からサイコロの目は人間の力によって左右することのできない、神々に属するものと考えられていた。
これらの4つのサイコロの目の名前は4つの時代であるユガの名前にそのまま転用された（クリタ・ユガは後にサティヤ・ユガすなわち「真実のユガ」と呼ばれるようになった）。ユガの場合はクリタから始まってトレーター、ドヴァーパラ、カリの順に進み、これらは各ユガの年数の比が4:3:2:1の順であることを意味するとともに、ダルマが減退していくことを示す。現代はもっとも悪いカリ・ユガの時代に属する。
カリはもっとも悪い目であり、そこから不運や不和、争い、戦争をもカリと呼ぶようになった。
『マハーバーラタ』ではカリは人格化され、さまざまな場所に登場する。1巻では悪役のドゥルヨーダナがカリの一部から生まれ、ドゥルヨーダナの叔父で賭けによってユディシュティラからすべてを奪ったシャクニはドヴァーパラであるとされる。12巻では民衆を守らない王はカリであるとする。

## ナラ王物語のカリ
『マハーバーラタ』3巻の挿入話である『ナラ王物語』は、カリの登場するもっとも有名な話である。ナラ王は理想的な王だったが、婿選びの儀式（スヴァヤンバラ）において神々を先おいてダヤマンティーと結婚したことをカリとドヴァーパラは快く思わず、カリがナラ王に取りついた結果、ナラ王はプシュカラとの賭博で負けに負けてすべてを失い、王国から放逐されて森を放浪し、さらにダヤマンティーとの間まで引きさかれてしまう。